# Rindssolber
Rindssolber (auch Rindssulber oder Rindersolber/-sulber) ist eine Pökel-Räucher-Ware aus Rindfleisch. Solber steht dabei regional für Salzlake.
Zur Vorbereitung wird die Rindernuss aus der Rinderkeule herausgetrennt, und von anhaftendem Binde- und Fettgewebe befreit, und ggf. portioniert. Ebenso schneidet man gesalzenen und geräucherten Speck in Streifen. Im nächsten Arbeitsschritt spickt man das Rindfleisch mit dem Speck. 
Beim anschließenden Pökeln sind verschiedene Verfahren üblich. Je nach Größe/Dicke der Fleischstücke verbleiben diese für 10 bis 18 Tage in einer 12-gradigen Salzlake. Nur bei einigen Rezepturen ist die Verwendung von Wacholder, Pfeffer und Lorbeer üblich. Ebenso ist das Schnellpökeln üblich, für das die Fleischstücke mit Lake gespritzt werden, und sich die Dauer auf ca. 48 Stunden reduziert. Nach dem Pökeln wird das Fleisch gewässert und getrocknet. Abschließend wird das Fleisch gegart (meist in Salzwasser oder in Wasserdampf) und ist danach verzehrfähig.